# Shai Gilgeous-Alexander
Shaivonte Aician Gilgeous-Alexander (IPA: /ʃeɪ ˈɡɪldʒəs/; Toronto, 1998. július 12. –), gyakran csak SGA, kanadai válogatott kosárlabdázó, a Oklahoma City Thunder játékosa National Basketball Associationben (NBA).
Középiskolában kilencedik osztályban be se választották az iskola kosárlabdacsapatába, a kiscsapatba helyezték, ahol MVP lett és városi bajnok. Ezt követően több iskolában is játszott, egyre jobb ellenfelek ellen. Egyetemen a Kentucky Wildcats csapatát választotta, egyetlen szezonját csereként kezdte, de így is több, mint 30 percet játszott találkozókként. Ahogy teltek a mérkőzések, kezdő irányító lett. Megválasztották az SEC-torna legértékesebb játékosának is.
A 2018-as NBA-draft tizenegyedik helyén választotta ki a Charlotte Hornets, de azonnal a Los Angeles Clippers csapatába küldték Miles Bridges, a tizenkettedik választottért cserében. A rájátszásig vezette a csapatot és beválasztották az év legjobb újoncai közé. 2019 júliusában leszerződtette a Thunder. 2020-ban a meglepően jól teljesítő OKC egyik legjobb játékosa volt, a csapat ötödikként bejutott a rájátszásba és csak a sorozat utolsó mérkőzésén esett ki. A 2023-as szezonban All Star lett, 31,4 pontot átlagolva az év során. A play-in szakaszig vezetve csapatát és ötödik lett az MVP-szavazáson. 2025-ben megkapta az NBA legértékesebb játékosának járó díjat.

## Statisztika

### Egyetem
| Év        | Csapat            | JM | KM | JP/M | MG%  | 3P%  | BD%  | LP/M | GP/M | L/M | B/M | P/M  |
| --------- | ----------------- | -- | -- | ---- | ---- | ---- | ---- | ---- | ---- | --- | --- | ---- |
| 2017–2018 | Kentucky Wildcats | 37 | 24 | 33,7 | .485 | .404 | .817 | 4,1  | 5,1  | 1,6 | 0,5 | 14,4 |

### NBA

#### Alapszakasz
| Év        | Csapat                | JM  | KM  | JP/M | MG%  | 3P%  | BD%  | LP/M | GP/M | L/M | B/M | P/M   |
| --------- | --------------------- | --- | --- | ---- | ---- | ---- | ---- | ---- | ---- | --- | --- | ----- |
| 2018–2019 | Los Angeles Clippers  | 82* | 73  | 26,5 | .476 | .367 | .800 | 2,8  | 3,3  | 1,2 | 0,5 | 10,8  |
| 2019–2020 | Oklahoma City Thunder | 70  | 70  | 34,7 | .471 | .347 | .807 | 5,9  | 3,3  | 1,1 | 0,7 | 19,0  |
| 2020–2021 | Oklahoma City Thunder | 35  | 35  | 33,7 | .500 | .418 | .808 | 4,7  | 5,9  | 0,8 | 0,7 | 23,7  |
| 2021–2022 | Oklahoma City Thunder | 56  | 56  | 34,7 | .453 | .300 | .810 | 5,0  | 5,9  | 1,3 | 0,8 | 24,5  |
| 2022–2023 | Oklahoma City Thunder | 68  | 68  | 35,5 | .510 | .345 | .905 | 4,8  | 5,5  | 1,6 | 1,0 | 31,4  |
| 2023–2024 | Oklahoma City Thunder | 75  | 75  | 34,0 | .535 | .353 | .874 | 5,5  | 6,2  | 2,0 | 0,9 | 30,1  |
| 2024–2025 | Oklahoma City Thunder | 76  | 76  | 34,2 | .519 | .375 | .898 | 5,0  | 6,4  | 1,7 | 1,0 | 32,7* |
| Karrier   | Karrier               | 462 | 453 | 33,1 | .501 | .355 | .862 | 4,8  | 5,1  | 1,4 | 0,8 | 24,4  |
| All Star  | All Star              | 3   | 2   | 16,9 | .733 | .688 | .500 | 3,0  | 4,7  | 0,3 | 0,3 | 18,7  |

#### Play-in
| Év      | Csapat                | JM | KM | JP/M | MG%  | 3P%  | BD%   | LP/M | GP/M | L/M | B/M | P/M  |
| ------- | --------------------- | -- | -- | ---- | ---- | ---- | ----- | ---- | ---- | --- | --- | ---- |
| 2023    | Oklahoma City Thunder | 2  | 2  | 38,7 | .390 | .333 | 1.000 | 6,0  | 3,0  | 2,0 | 2,0 | 27,0 |
| Karrier | Karrier               | 2  | 2  | 38,7 | .390 | .333 | 1.000 | 6,0  | 3,0  | 2,0 | 2,0 | 27,0 |

#### Rájátszás
| Év      | Csapat                | JM | KM | JP/M | MG%  | 3P%  | BD%  | LP/M | GP/M | L/M | B/M | P/M  |
| ------- | --------------------- | -- | -- | ---- | ---- | ---- | ---- | ---- | ---- | --- | --- | ---- |
| 2019    | Los Angeles Clippers  | 6  | 6  | 28,8 | .467 | .500 | .850 | 2,7  | 3,2  | 1,0 | 0,8 | 13,7 |
| 2020    | Oklahoma City Thunder | 7  | 7  | 39,9 | .433 | .400 | .957 | 5,3  | 4,1  | 1,0 | 0,4 | 16,3 |
| 2024    | Oklahoma City Thunder | 10 | 10 | 39,9 | .496 | .432 | .790 | 7,2  | 6,4  | 1,3 | 1,7 | 30,2 |
| Karrier | Karrier               | 23 | 23 | 37,0 | .476 | .433 | .831 | 5,4  | 4,9  | 1,1 | 1,1 | 21,7 |